# Marcelo Mercadante
Marcelo Mercadante (Buenos Aires, 19 de agosto de 1969) es un bandoneonista argentino, compositor e intérprete de tango, residente en Barcelona, España, desde 1992. 

## Trayectoria artística
Marcelo Mercadante inició sus estudios de bandoneón con Rodolfo Mederos. Más tarde, perfeccionó la técnica del instrumento con los maestros Daniel Binelli, Julio Pane, Néstor Marconi y Juan José Mosalini. Formó parte de la Orquesta de Tango de la Escuela de Música Popular de Avellaneda. Formó parte del Cuarteto de Bandoneones de Daniel Binelli, del Luis Borda Cuarteto y de diversos grupos, con los que se presentó en salas de Buenos Aires y Montevideo. En 1991, formó junto a Pablo Mainetti, Andrés Serafini, Hernán Posetti y Germán Martínez el Octeto La Sombra, y ganaron la 2.ª Bienal de Arte Joven de Buenos Aires.
En 1994 forma el Trío Argentino de Tango, junto a Andrés Serafini y Gustavo Battaglia. Con este grupo graba dos discos, T.A.T. y Revolucionario, además de realizar numerosos conciertos por España, Alemania, Francia, Suiza, Holanda, Bélgica, Italia, Portugal, Marruecos y Túnez. Se presenta como solista interpretando la obra de Astor Piazzolla “5 Sensaciones de Tango”, junto a la Orquesta Nacional de Cámara de Andorra. A partir de aquí actuará en los Auditorios de Barcelona, Bilbao y San Sebastián acompañado por la Orquesta Nacional de Barcelona y Cataluña y por la Orquesta Nacional de Euskadi, bajo la dirección del maestro Lalo Schifrin. 
En Barcelona forma parte, del Cuarteto Araca, junto a Lluís Vidal, Horacio Fumero, y Pere Bardagí; también forma parte del Quinteto Sur, junto a Francisco Ovieta, Carlos Dorado, Paul Giger, y a Alfredo Persichilli, posteriormente forma el Marcelo Mercadante Trío junto a Gustavo Llull y Andrés Serafini, la propuesta musical de esta formación es la realización de un recorrido por las distintas épocas del tango, desde sus orígenes hasta Astor Piazzolla, como así también la interpretación de músicas originales de Marcelo Mercadante, posteriormente simultanea sus presentaciones de tango en directo en formato trío, quinteto y sexteto. En 1997 colabora con el grupo canario Los Sabandeños en su disco Gardel, en 1998 colabora con la cantante Nina en Corre, corre diva y con el cantautor Ismael Serrano en su disco La memoria de los peces. En 1999 colabora con Jazz el Destripador en Helloñandu y en 2000 graba Infamia con la Orquesta Sinfónica de Barcelona y Nacional de Cataluña (OBC).
Mercadante se afincó en Barcelona en 1992 y ese mismo año subió ya a un escenario junto al actor Pepe Rubianes en el Teatro Goya. Y durante el otoño del 2000 y la primavera del 2001 se fue de gira con Joan Manuel Serrat le convocó para realizar la gira de su espectáculo Canciones-Tarrés por España, América Central y América del Sur y para participar en la grabación del disco Cansiones, también en 2001 colaboró en el disco en el que Pasión Vega se reinventó como artista, en el disco de título Pasión Vega. También ha colaborado con José Reinoso & Repique en su disco South American Jazz (2001). 
En 2002 realiza una intensa actividad con su formación ampliada con el nombre de Quinteto Porteño (Marcelo Mercadante, Javier Feierstein, Olvido Lanza, Gustavo Llull y Andrés Serafini) presentando los discos Esquina Buenos Aires y más adelante Con un taladro en el corazón, también se presenta en formato Sexteto Porteño incorporando a Roger Blavia, formaciones que continúan su actividad artística conjunta en 2007. En 2005 lleva a cabo una magnífica colaboración con el cantaor flamenco Miguel Poveda en la composición, grabación y posterior gira de su disco Desglaç en homenaje a los poetas catalanes, gira realizada de 2005 a 2007 y en la que también colaboran los demás componentes del Quinteto Porteño, además de Juan Gómez "Chicuelo" y Roger Blavia. 
En 2006 interpreta como solista el Concierto para Bandoneón y Orquesta, "Aconcagua", de Astor Piazzolla junto a la Orquesta Sinfónica de Galicia en el Palacio de la Ópera de La Coruña. Mercadante también colabora en 2007 en el proyecto Els treballs i els dies, encuentro entre el flamenco de Miguel Poveda y la música mediterránea de Maria del Mar Bonet, con sus canciones de trabajo mallorquinas.
En 2007 edita su disco de tangos-canción grabado en Buenos Aires en el otoño de 2006, Suburbios del alma (Acqua Records,2007), con música propia y letras de Pablo Marchetti, en las voces destacan entre otros colaboradores el cantaor Miguel Poveda con tres temas, quien ya en 2005 había cantado otro tango en su disco Con un taladro en el corazón (Caronte), incluido también en el CD colectivo Contrabaix, editado con la revista Jaç, el n.º 5 de diciembre de 2004. En Suburbios del alma también colaboran con su voz la cantante Martirio, Lidia Borda, Elba Picó, Omar Mollo y Alejandro del Prado, este nuevo disco se presentó el 30 de noviembre de 2007 en el Auditori de Barcelona y el 14 de mayo de 2009 en el Teatro Español de Madrid, también hubo presentaciones del disco en Buenos Aires y en Basilea (Suiza).
Marcelo Mercadante graba el CD Tachar nostalgias (Nuba Records, 2009) en Buenos Aires junto al guitarrista Gustavo Battaglia, con invitados de la talla de Raynald Colom, Horacio Fumero, Roger Blavia, Jorge Cumbo y Rodrigo Flores. El disco incluye un tango canción realizado junto a Pablo Marchetti dedicado a la figura del futbolista Lionel Messi, de título "Més que un crack".
En 2014 publica junto al Quinteto Porteño el disco "Justamente". En 2017 junto al pianista mexicano afincado en Madrid Juan Esteban Cuacci presenta el disco "Siempre en la frontera". También entre 2016 y 2018 acompañó (arreglos y dirección musical) a la canzonista Sandra Rehder en su proyecto y grabación del disco "Canción maleva", así como en sus presentaciones en concierto.
En 2019 Mercadante publica "La llave", en colaboración con Pablo Marchetti, el tema que abre el disco es "Un país que se llama Maradona", a su habitual quinteto en los últimos tiempos (Juan Esteban Cuacci al piano, Olvido Lanza al violín, Emiliano Roca al contrabajo y Javier Feirstein a la guitarra) añade la voz de Analía Carril.

## Discografía[10]
En cuanto a su producción discográfica propia, Marcelo Mercadante tiene cinco discos grabados con sus diferentes formaciones a lo largo de su trayectoria artística:
- Trío Argentino de Tango, T.A.T., 1995.
- Trío Argentino de Tango, Revolucionario, 1998.
- Marcelo Mercadante y su Quinteto Porteño, Esquina Buenos Aires, 2002.
- Marcelo Mercadante, Con un taladro en el corazón, 2005.
- Marcelo Mercadante, Suburbios del alma, 2007.
- Marcelo Mercadante, Fueye, 2008.
- Marcelo Mercadante, Tachar nostalgias, 2009.
- Marcelo Mercadante y su Quinteto Porteño, Justamente, 2014.
- Cuacci y Mercadante, Siempre en la frontera, 2017.
- Marcelo Mercadante y su Sexteto, La llave, 2019.